# Musikjahr 1544
Liste der Musikjahre

◄◄ | ◄ | 1540 | 1541 | 1542 | 1543 | Musikjahr 1544 | 1545 | 1546 | 1547 | 1548 | ► | ►►

Weitere Ereignisse
Dieser Artikel behandelt das Musikjahr 1544.

## Ereignisse
- Martin Agricola ist Kantor in Magdeburg.
- Benedictus Appenzeller ist seit 1536 Sänger am habsburgischen Hof der Regentin Maria von Ungarn in Brüssel und seit 1537 Leiter der Chorknaben (maître des enfants).
- Jakob Arcadelt ist seit 30. Dezember 1540 Sänger der Capella Sistina in Rom, wo er (mit Unterbrechungen) bis Juni 1551 bleibt. Für das Jahr 1544 wird er zum turnusmäßigen Leiter der Kapelle („Abbas“) gewählt.
- Pietro Aron ist Mönch in einem Kreuzherrenkloster bei Bergamo.
- Pierre Attaingnant, der um 1527/1528 eine Variante des Notendrucks erfunden hat, die das Drucken in einem Arbeitsgang erlaubt, veröffentlicht von 1528 bis 1552 mehr als 50 Chansonsammlungen und einige „Tanzbücher“.
- Antoine Barbé hat – nach den Akten der Kathedrale von Antwerpen – von 1527 bis 1562 die Stelle des Kapellmeisters inne.
- Leonardo Barré, ein Schüler von Adrian Willaert in Venedig, ist seit 1537 Sänger der päpstlichen Kapelle in Rom. Diese Anstellung behält er bis 1555.
- Eustorg de Beaulieu, der an der Akademie von Lausanne Theologie studiert und 1540 vor dem Konsistorium seine Prüfung abgelegt hat, ist Pfarrer in Thierrens und Moudon im Kanton Waadt.
- Arnold von Bruck ist seit der zweiten Jahreshälfte 1527 in Wien Kapellmeister des österreichischen Regenten Erzherzog Ferdinand (dem späteren König und Kaiser Ferdinand I.) und zwar als Nachfolger von Heinrich Finck. Diese Stellung behält er über 18 Jahre. Die Wiener Hofkapelle gilt als herausgehobene Institution in der österreichisch-habsburgischen Musikwelt, und als Leiter dieser Kapelle genießt Arnold von Bruck ein besonderes Ansehen.
- Joan Brudieu ist Kapellmeister der Kathedrale von La Seu d’Urgell. Diese Position behält er – mit Unterbrechungen – bis kurz vor seinem Tode 1591.
- Jakob Buus ist seit dem 15. Juli 1541 Organist der 2. Orgel des Markusdoms in Venedig.
- Cornelius Canis ist seit Juni 1542 Nachfolger von Thomas Crécquillon als Hofkapellmeister der Grande Chapelle von Kaiser Karl V. in Madrid. Dem wachsenden Ruf von Canis als Komponist folgen prominente Veröffentlichungen seiner Werke.
- Pierre Certon wirkt seit 1529 in Paris an Notre-Dame und ist hier seit 1542 Leiter des Knabenchores.
- Jacobus Clemens non Papa ist Priester der Kathedrale St. Donatian in Brügge und wird am 26. März 1544 probeweise zum Vizekapellmeister (succentor) ernannt. Dieses Amt hat er bis Juni 1545 inne.

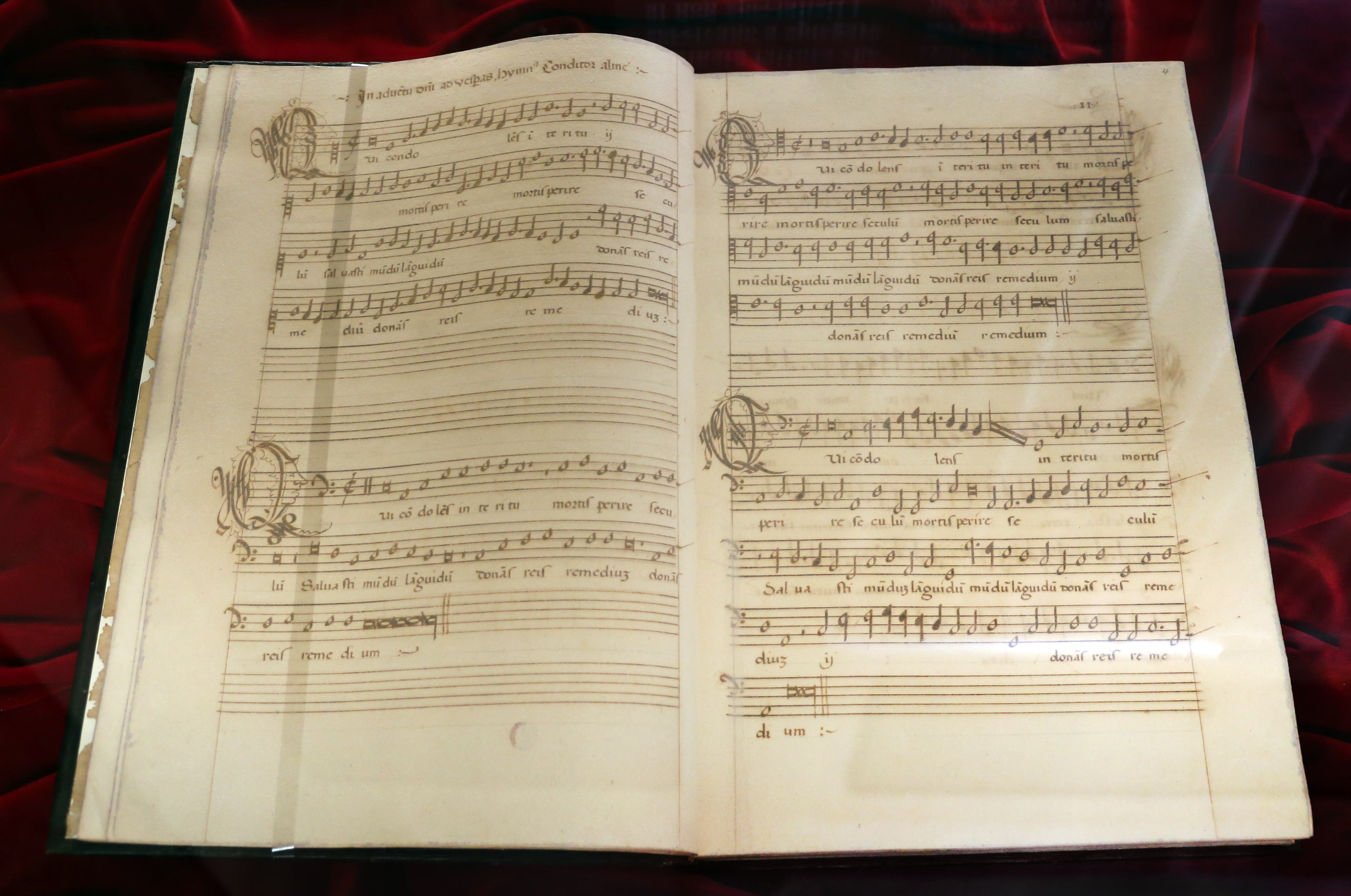
Francesco Corteccia, Hinnarium (1542–44), Biblioteca Medicea Laurenziana

- Francesco Corteccia steht seit dem Jahr 1539 im Dienst der Familie de’ Medici und bekleidet die Stelle des Kapellmeisters am Hofe des Herzogs Cosimo I.
- Thomas Crécquillon ist seit dem Jahr 1540 „maistre de la chapelle“ am Hof von Kaiser Karl V. Der Verleger Tielman Susato veröffentlicht 1544 eine Sammlung „Tiers Livre de chansons“, welche mit Ausnahme einer einzigen response nur Werke Crécquillons enthält; dies ist beinahe die einzige Veröffentlichung seiner Kompositionen im Druck zu seinen Lebzeiten. Diese Sammlung erlebt zwei Nachdrucke, und auf den Titelblättern aller Auflagen erscheint sein Name mit dem Titel des kaiserlichen Hofkapellmeisters.
- Wolfgang Dachstein ist seit 1541 Organist am Straßburger Münster und zugleich Musiklehrer am dortigen Gymnasium. Er fügt sich dem Augsburger Interim und bleibt dadurch in seinem Amt.
- Ghiselin Danckerts ist seit 1538 Sänger der päpstlichen Kapelle in Rom. Er wird dieses Amt bis 1565 ausüben.
- Jean De Latre tritt im November 1544 die Nachfolge von Adam Lauri als succentor an der Kirche St. Martin in Lüttich an und leitet die Kapelle der Kirche fast 20 Jahre lang mit Geschick und Erfolg. Er hat aber öfters Auseinandersetzungen mit dem Domkapitel dieser Kirche, weil er zeitweise die Chorknaben vernachlässigt und Schulden macht. Ebenfalls ab 1544 wirkt De Latre als Kapellmeister des Lütticher Fürstbischofs Georg von Österreich, einem humanistisch gesinnten Musikfreund. Hier hat er den Nutzen wichtiger Kontakte zu anderen Künstlern wie Lambert Lombard (1506–1566) und Franciscus Florius (1516–1570) und zu weiteren wichtigen Personen im Umkreis des Bischofs.
- Sixt Dietrich, der ab dem 21. Dezember 1540 an der Universität Wittenberg Vorlesungen über Musik an der philosophischen Fakultät hielt und seit Mitte 1541 wieder in Konstanz lebte, geht 1544 zurück nach Wittenberg und überwacht neben seinen Vorlesungen auch die Drucklegung seiner Hymnen bei Georg Rhau, der viele gottesdienstliche Arbeiten von ihm druckt.
- Nicolao Dorati wirkt seit 1543 in der Stadtkapelle von Lucca, zunächst als Posaunist und ab 1557 für über zwanzig Jahre als Kapellmeister.
- Benedictus Ducis ist seit 1535 evangelischer Pfarrer in Schalkstetten. Er übt dieses Amt bis zu seinem Tod Ende 1544 aus.
- Wolfgang Figulus besucht vermutlich seit 1540 und bis 1545 die Schule in Frankfurt (Oder).
- Miguel da Fonseca ist 1544 als Kapellmeister der Kathedrale von Braga tätig.
- Georg Forster, der seine Ausbildung in Tübingen fortgesetzt hatte, promoviert am 27. September 1544 zum Doktor der Medizin.
- Die von Henry Fresneau überlieferten Kompositionen lassen den Schluss zu, dass er seit 1538 und bis 1554 in Lyon gewirkt hat.
- Antonio Gardano, der seit 1532 in Venedig lebt und hier einen Musikverlag und eine Druckerei gegründet hat, gibt zwischen 1538 und 1569 rund 450 Publikationen, vor allem Madrigale und geistliche Musik heraus. Von den noch 388 erhaltenen Drucken sind nur zwei nicht musikalischen Inhalts.
- Nicolas Gombert ist Kanoniker in Tournai, wo er seit 1534 eine kirchliche Sinekure innehat.
- Sigmund Hemmel ist 1544 erstmals in der Stuttgarter Hofkapelle unter Herzog Ulrich von Württemberg als Tenorist mit 30 Gulden Gehalt nachweisbar.
- Nikolaus Herman ist Kantor und Lehrer an der Lateinschule in St. Joachimsthal. Hier arbeitet er unter anderem mit Johannes Mathesius zusammen, der dort ab 1532 als Rektor der Schule und ab 1540 als Pfarrer amtiert.
- Gheerkin de Hondt ist seit dem 31. Dezember 1539 Singmeister der Marienbruderschaft (Illustre Lieve Vrouwe Broederschap) in ’s-Hertogenbosch.
- In Johann Horns Gesangbuch der Böhmischen Brüder wird 1544 unter anderem das Adventslied Gottes Sohn ist kommen von Michael Weiße erstmals veröffentlicht.
- Clément Janequin ist seit 1534 Kapellmeister der Kathedrale von Angers.
- Erasmus Lapicida, der um das Jahr 1521 vom Habsburger Erzherzog Ferdinand I. (Regierungszeit als Erzherzog 1521–1531) am Schottenkloster in Wien eine Präbende verliehen bekam, lebt dort die 26 restlichen Jahre seines Lebens. Der Komponist bittet Ferdinand I. im Jahr 1544 wegen seiner Altersschwäche um ein Gnadengeld von 15 Kreuzern. Dies wird ihm bewilligt und bis zu seinem Tod im Jahr 1547 regelmäßig gezahlt.
- Orlando di Lasso verlässt im Herbst 1544 seine Heimatstadt im Dienst von Ferrante I. Gonzaga, Vizekönig von Sizilien und Feldherr von Kaiser Karl V. Ferrante ist nach dem Friedensschluss von Crépy am 14. September 1544 auf der Durchreise durch die Niederlande und reist mit Orlando über Fontainebleau zunächst nach Mantua und Genua und schließlich nach Palermo auf Sizilien, wo sie am 1. November 1545 ankommt.
- Jacotin Le Bel ist Mitglied der Hofkapelle des französischen Königs Franz I.
- Francesco Londariti wählt, wie sein Vater Nikolaos, die Klerikerlaufbahn und arbeitet an dessen Kirche bereits in jungen Jahren von 1537 bis 1544 als Organist. Die Unterstützung seines Vaters, die guten Beziehungen seiner Familie und sein außerordentliches Talent als Musiker ermöglichen, dass er als unehelicher Sohn eines Priesters nicht mit den derzeit üblichen Hindernissen konfrontiert ist und nicht nur zum Priester ordiniert, sondern auch mit dem Titel eines Apostolischen Protonotars und verschiedenen hohen kirchlichen Ämtern versehen wird, die mit einträglichem Grundbesitz und damit einigem Wohlstand verbunden sind.
- Jachet de Mantua ist spätestens seit 1535 Magister der Kapellknaben und Kapellmeister an der Kathedrale St. Peter und Paul in Mantua. In Mantua hat er durch seine direkte Unterstellung unter den Kardinal eine Sonderstellung inne. Seine Bekanntheit beruht auch auf zahlreichen Veröffentlichungen seiner Werke, mit der Folge, dass sehr viele zeitgenössische Autoren sich in ihren Schriften mit seinem Wirken auseinandersetzen.
- Philippe de Monte ist seit dem Jahr 1540 in Neapel für einige Jahre Musiklehrer (praeceptor musicae) der Kinder des Bankiers Domenico Pinelli aus Genua.
- Cristóbal de Morales ist seit 1535 Sänger der Sixtinischen Kapelle in Rom. Nach seiner Rückkehr von einer Spanienreise 1540/41 häufen sich krankheitsbedingte Ausfälle, da Morales vermutlich an einer schweren Gicht leidet.
- William Mundy ist Mitglied im Chor der Westminster Abbey.
- Anton Musa, der seit 1536 Pfarrer in Rochlitz ist, wechselt 1544 nach Merseburg, wo er neben dem Predigtamt am Merseburger Dom auch den Dienst im Konsistorium versieht.
- Luis de Narváez steht seit den 1520er Jahren im Dienst von Francisco de los Cobos y Molina (1477–1547), Komtur von León und Sekretär von Kaiser Karl V.; er lebt mit großer Wahrscheinlichkeit in Valladolid mit seinem Dienstherrn bis zu dessen Tod 1547.
- Hans Neusidler veröffentlicht 1544 in Nürnberg das Das dritt Buch: ein new künstlich Lauten Buch.
- Sebastian Ochsenkun, der Lautenspieler beim Pfalzgrafen Ottheinrich zu Pfalz-Neuburg war, geht 1544 als Lautenmeister an den kurpfälzischen Hof in Heidelberg.
- Giovanni Pierluigi da Palestrina schließt am 28. Oktober 1544 einen Vertrag mit den Kanonikern der Kathedrale San Agapito seiner Heimatstadt Palestrina, in dem er die Verpflichtung zur täglichen Leitung des Chorgesangs bei der Feier von Messe, Vesper und Komplet übernimmt, auch an Festtagen die Orgel zu spielen und außerdem Kanonikern und Chorknaben musikalischen Unterricht zu geben.
- Francesco Patavino ist in Treviso als Kapellmeister tätig.
- Nicolas Payen wirkt seit 1540 in der Hofkapelle von Kaiser Karl V. als clerc d’oratoire und chapelain des hautes messes.
- Matteo Rampollini steht in den Diensten der Medici in Florenz.
- Georg Rhau, der sich Ende 1522 in Wittenberg als Drucker niedergelassen hat, betreibt bis zu seinem Tode hier eine Buchdruckerei. Die Musikdrucke Georg Rhaus sind das bedeutendste Zeugnis für die musikalischen Anschauungen und Absichten des Kreises um Martin Luther. Im Jahr 1544 gibt er das geistliche Gesangbuch „Newe deudsche geistliche Gesenge für die gemeinen Schulen“ heraus.
- Jean Richafort, der im Mai 1543 sein Amt an der Kirche St. Gilles in Brügge als Singmeister und kapelaan van den ontfanc angetreten hat, wird knapp ein Jahr später, im April 1544, durch Jan Bart ersetzt.
- Cipriano de Rore hält sich von 1542 bis 1545 sehr wahrscheinlich in Brescia auf und überwacht bei gelegentlichen Reisen nach Venedig dort vielleicht den Druck seiner Madrigal- und Motettenbücher. In der gleichen Zeit entstehen einige Huldigungs-Kompositionen an geistliche und weltliche prominente Personen, von denen sich der Komponist vielleicht eine Anstellung erwartet.
- François Roussel, der möglicherweise als Sängerknabe nach Rom gelangte, wird 1544 erstmals als Musiker im Gefolge des Kardinals Alessandro Farnese erwähnt.
- Pierre Sandrin, der Doyen des Klosterkapitels von Saint-Florent-de-Roye in der Picardie war, ist ab 1543 Doyen in der Chapelle Royale.

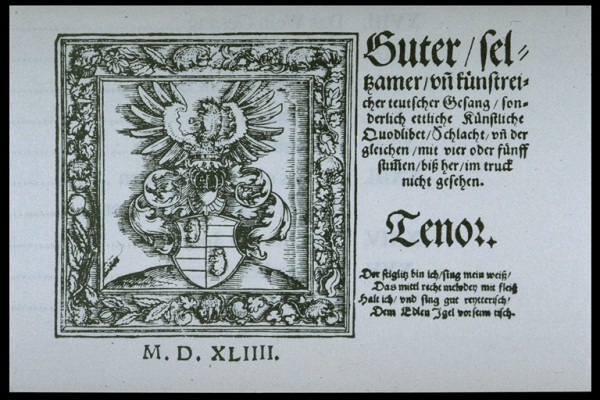
Titelbild des Liederbuches Guter seltzsamer und künstreicher teutscher Gesang von Wolfgang Schmeltzl

- Wolfgang Schmeltzl veröffentlicht in Nürnberg sein Liederbuch Guter, seltzamer und kunstreicher teutscher Gesang, das als eine der wichtigsten Quellen der Geschichte des Quodlibets gilt.
- Claudin de Sermisy ist Mitglied der Hofkapelle von König Franz I. von Frankreich. Ab dem Jahr 1533 ist der Komponist als sous-maître über alle Musiker der königlichen Kapelle tätig; die administrative Leitung hat Kardinal François de Tournon, ein enger Vertrauter des Königs. Als sous-maître leitet de Sermisy die Aufführungen der etwa 40 erwachsenen Sänger und sechs Chorknaben, welche die königliche Kapelle während der 1530er und 1540er Jahre besitzt; darüber hinaus ist er für das Wohl der Knaben verantwortlich und hat die Aufsicht über die liturgischen und musikalischen Bücher der Kapelle. Er übt dieses Amt bis etwa 1553 aus und teilt sich den Titel und die Aufgaben 1543–1547 mit Louis Hérault de Servissas.
- Tielman Susato, der 1543 in Antwerpen ein dreijähriges Druckerprivileg erhalten hat und hier eine Druckerei eröffnet hat, bringt in den Jahren zwischen 1543 und 1561 drei Bände mit Messkompositionen heraus, 19 Motetten- und 22 Chansonbücher, darüber hinaus eine Serie mit elf Bänden Musyck Boexken. Seine Publikationen sind in der Mehrheit Sammelbände mit Werken mehrerer Komponisten. Seit 1531 ist Susato Mitglied der Antwerpener Stadtmusikanten; er spielt die Instrumente Flöte, Blockflöte, Krummhorn, Feldtrompete und Posaune und hat vielleicht auch die abendlichen Andachten der Bruderschaft begleitet.
- Thomas Tallis, der 1543 zum „Gentleman of the Chapel Royal“ – also zum „Gentleman“ der Königlichen Kapelle ernannt wurde, bekleidet dieses Amt in den folgenden vierzig Jahre.
- Christopher Tye, der an der Universität Cambridge studierte und dort und in Oxford im Fach Musik promovierte, ist seit ca. 1543 Master of the Choristers an der Kathedrale von Ely und hat diese Stellung bis 1561 inne.
- Hubert Waelrant wirkt von 1544 bis 1545 etwa ein Jahr lang bei den Abendandachten und Messen in der Liebfrauenkathedrale und in der St. Jakobskirche in Antwerpen als Tenorsänger mit.
- Adrian Willaert ist seit dem 12. Dezember 1527 Domkapellmeister zu San Marco in Venedig. Der Komponist behält dieses Amt 35 Jahre lang bis zu seinem Tod; erst durch sein Wirken bekommt diese Stelle ihre in ganz Europa herausragende Bedeutung.

## Instrumentalmusik

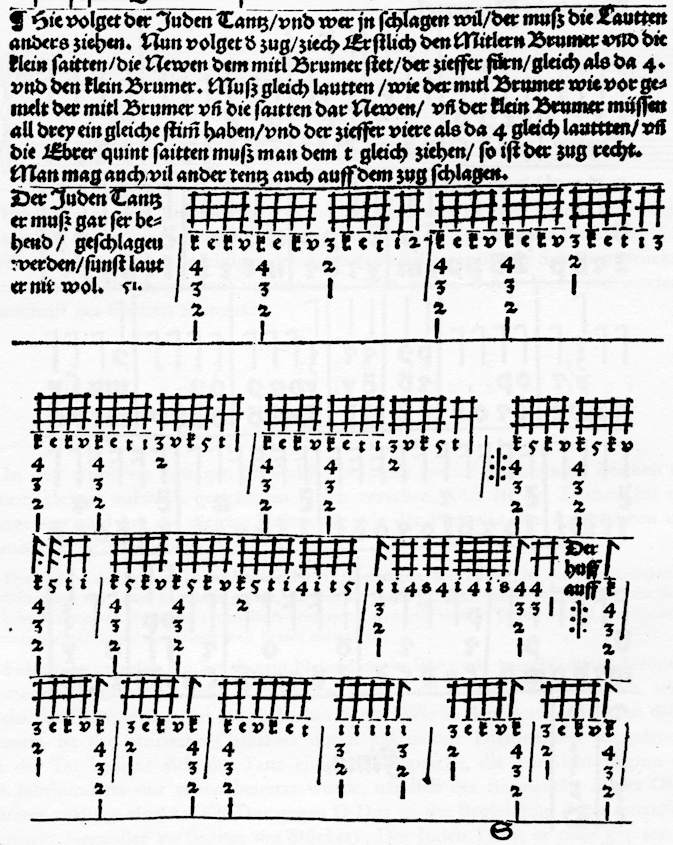
Der Juden Tantz, Lautentabulatur von Hans Neusidler aus Das dritt Buch: ein new künstlich Lauten Buch. Nürnberg, 1544

### Für Laute
- Hans Neusidler
  - Das erst Buch: Noten und Audiodateien im International Music Score Library Project
  - Das Ander Buch. Ein New künstlich Lautten Buch, für die anfahenden Schuler: Noten und Audiodateien im International Music Score Library Project

## Vokalmusik

### Geistlich
- Paolo Aretino – Sacra responsoria, tum Natali domini, tum Iovis, Veneris, ac Sabbati Sancti diebus dici solita. Venedig, erschienen bei Girolamo Scotto
- Sixt Dietrich
  - Novum opus musicum, Hymnen in vierstimmigen Sätzen
  - Te Deum
- Johannes Galliculus – Magnificat septimi toni zu vier Stimmen, Wittenberg
- Cristóbal de Morales
  - Missarum, Liber 1: Noten und Audiodateien im International Music Score Library Project
    - Missa Aspice Domine: Noten und Audiodateien im International Music Score Library Project
    - Missa Ave maris stella: Noten und Audiodateien im International Music Score Library Project
    - Missa De Beata Virgine zu vier Stimmen
    - Missa L’homme armée zu fünf Stimmen
    - Missa Mille regretz zu sechs Stimmen
    - Missa Quaeramus cum pastoribus: Noten und Audiodateien im International Music Score Library Project
    - Missa Si bona suscepimus: Noten und Audiodateien im International Music Score Library Project
    - Missa Vulnerasti cor meum zu vier Stimmen

  - Missarum, Liber 2: Noten und Audiodateien im International Music Score Library Project
    - Missa Benedicta est regina caelorum [= Missa Valenciana] zu vier Stimmen
    - Missa De Beata Virgine zu fünf Stimmen
    - Missa Gaude Barbara zu vier Stimmen
    - Missa L’homme armée zu vier Stimmen
    - Missa Pro defunctis zu fünf Stimmen
    - Missa Quem dicunt homines zu fünf Stimmen
    - Missa Tu es vas electionis zu vier Stimmen
- Niclas Piltz – In Gott gläub ich, dass er hat: Noten und Audiodateien im International Music Score Library Project
- Balthasar Resinarius
  - Responsorium numero octoginta de tempore et festis iuxta seriem totius anni: Noten und Audiodateien im International Music Score Library Project
  - Summa Passionis Secundum Johannem: Noten und Audiodateien im International Music Score Library Project
- Georg Rhau (Hrsg.) – Newe deudsche geistliche Gesenge für die gemeinen Schulen, Wittemberg: Noten und Audiodateien im International Music Score Library Project
  - Anonymous: Nu kom der Heiden Heiland
  - Balthasar Resinarius: Nu kom der Heiden Heiland
  - Balthasar Resinarius: Christum wir sollen loben schon: Noten und Audiodateien im International Music Score Library Project
  - Anonymous: Christum wir sollen loben schon
  - Balthasar Resinarius: Gelobet seist du, Jesu Christ: Noten und Audiodateien im International Music Score Library Project
  - Anonymous: Gelobet seistu Jhesu Christ
  - Anonymous: Dies est laetitiae in ortu regali
  - Anonymous: Ein Kindelein so lobelich (Ein ander Lobgesang)
  - Anonymous: In dulci jubilo, Nu singet und seid fro
  - Georg Forster: Vom himel hoch da kom ich her
  - Lupus Hellinck: Mit fried und freud ich far dahin, W10: Noten und Audiodateien im International Music Score Library Project
  - Balthasar Resinarius: Mit fried und freud ich far dahin: Noten und Audiodateien im International Music Score Library Project
  - Martin Agricola: Mit fried und freud ich far dahin: Noten und Audiodateien im International Music Score Library Project
  - Thomas Stoltzer: Unser grosse sunde und schwere missethat
  - Ludwig Senfl: Gelobet seistu Christe, der du am Creutze hingst a 5
  - Lupus Hellinck: Christ lag in Todesbanden, W17: Noten und Audiodateien im International Music Score Library Project
  - Arnold von Bruck: Christ lag in Todesbanden: Noten und Audiodateien im International Music Score Library Project
  - Balthasar Resinarius: Christ lag in Todesbanden: Noten und Audiodateien im International Music Score Library Project
  - Balthasar Resinarius: Jesus Christus, unser Heiland, der den Tod überwand: Noten und Audiodateien im International Music Score Library Project
  - Arnold von Bruck: Christ der ist erstanden, 1. Vertonung: Noten und Audiodateien im International Music Score Library Project
  - Thomas Stoltzer: Christ ist erstanden
  - Ludwig Senfl: Christ der ist erstanden: Noten und Audiodateien im International Music Score Library Project
  - Arnold von Bruck: Christ der ist erstanden von der Marter alle: Noten und Audiodateien im International Music Score Library Project
  - Stephan Mahu: Christ der ist erstanden: Noten und Audiodateien im International Music Score Library Project
  - Arnold von Bruck: Christ der ist erstanden, 2. Vertonung: Noten und Audiodateien im International Music Score Library Project
  - Stephan Mahu: Christ ist erstanden Christ ist erstanden: Noten und Audiodateien im International Music Score Library Project
  - Ludwig Senfl: Also heilig ist der Tag: Noten und Audiodateien im International Music Score Library Project
  - Balthasar Resinarius: Komm, Gott Schöpfer, heiliger Geist: Noten und Audiodateien im International Music Score Library Project
  - Arnold von Bruck: Kom heiliger geist Herre Gott: Noten und Audiodateien im International Music Score Library Project
  - Balthasar Resinarius: Kom heiliger geist Herre Gott: Noten und Audiodateien im International Music Score Library Project
  - Wolff Heintz: Nu bitten wir den heiligen geist: Noten und Audiodateien im International Music Score Library Project
  - Balthasar Resinarius: Nu bitten wir den heiligen geist: Noten und Audiodateien im International Music Score Library Project
  - Arnold von Bruck: Gott der Vater won uns bey: Noten und Audiodateien im International Music Score Library Project
  - Balthasar Resinarius: Gott der Vater won uns bey: Noten und Audiodateien im International Music Score Library Project
  - Arnold von Bruck: Dis sind die heilgen zehen gebot: Noten und Audiodateien im International Music Score Library Project
  - Balthasar Resinarius: Dis sind die heilgen zehen gebot: Noten und Audiodateien im International Music Score Library Project
  - Lupus Hellinck: Mensch, wilt du leben seliglich, W51: Noten und Audiodateien im International Music Score Library Project
  - Arnold von Bruck: Wir gleuben all an einen Gott: Noten und Audiodateien im International Music Score Library Project
  - Stephan Mahu: Wir gleuben all an einen Gott: Noten und Audiodateien im International Music Score Library Project
  - Balthasar Resinarius: Wir gleuben all an einen Gott: Noten und Audiodateien im International Music Score Library Project
  - Balthasar Resinarius: Wir gleuben all an einen Gott
  - Virgilius Haugk: Wir gleuben all an einen Gott
  - Balthasar Resinarius: Ich gläube an Gott, allmächtigen Schöpfer: Noten und Audiodateien im International Music Score Library Project
  - Balthasar Resinarius: Vater unser der du bist im Himmel: Noten und Audiodateien im International Music Score Library Project
  - Arnold von Bruck: Pater noster qui es in coelis: Noten und Audiodateien im International Music Score Library Project
  - Benedictus Ducis: Vater unser im Himelreich
  - Lupus Hellinck: Ach Vater unser der du bist im himelreich, W70: Noten und Audiodateien im International Music Score Library Project
  - Anonymous: Ach Vater unser der du bist im himelreich: Noten und Audiodateien im International Music Score Library Project
  - Arnold von Bruck: Vater unser im himelreich: Noten und Audiodateien im International Music Score Library Project
  - Johann Stahel: Vater unser im himelreich
  - Sixt Dietrich: Vater unser im Himelreich
  - Johann Weinmann: Vater unser im himelreich: Noten und Audiodateien im International Music Score Library Project
  - Wolff Heintz: Christ unser Herr zum Jordan kam: Noten und Audiodateien im International Music Score Library Project
  - Balthasar Resinarius: Ich danck dem Herrn aus gantzem Hertzen: Noten und Audiodateien im International Music Score Library Project
  - Balthasar Resinarius: Jesus Christus unser Heiland, der von uns den Gotteszorn wand: Noten und Audiodateien im International Music Score Library Project
  - Balthasar Resinarius: Gott sey gelobet und gebenedeiet: Noten und Audiodateien im International Music Score Library Project
  - Balthasar Resinarius: Ach Gott von himel sihe darein: Noten und Audiodateien im International Music Score Library Project
  - Balthasar Resinarius: Ach Gott von himel sihe darein
  - Martin Agricola: Ach Gott von himel sihe darein: Noten und Audiodateien im International Music Score Library Project
  - Balthasar Resinarius: Es spricht der Unweisen mund wol: Noten und Audiodateien im International Music Score Library Project
  - Stephan Mahu: Ein feste Burg ist unser Gott: Noten und Audiodateien im International Music Score Library Project
  - Martin Agricola: Ein feste Burg ist unser Gott: Noten und Audiodateien im International Music Score Library Project
  - Lupus Hellinck: Ein feste Burg ist unser Gott, W95: Noten und Audiodateien im International Music Score Library Project
  - Anonymous: Ein feste Burg ist unser Gott
  - Balthasar Resinarius: Es wolt uns Gott genedig sein
  - Benedictus Ducis: Es wolt uns Gott genedig sein
  - Balthasar Resinarius: Wer Gott nicht mit uns diese Zeit: Noten und Audiodateien im International Music Score Library Project
  - Lupus Hellinck: Wol dem der in Gottes furchte steht, W101: Noten und Audiodateien im International Music Score Library Project
  - Benedictus Ducis: Wol dem der inn Gottes forchten steht
  - Arnold von Bruck: Aus tieffer not schrey ich zu dir: Noten und Audiodateien im International Music Score Library Project
  - Lupus Hellinck: Aus tieffer not schrey ich zu dir, W105: Noten und Audiodateien im International Music Score Library Project
  - Balthasar Resinarius: Aus tieffer not schrey ich zu dir: Noten und Audiodateien im International Music Score Library Project
  - Georg Vogelhuber: Aus tieffer not schrey ich zu dir
  - Benedictus Ducis: Aus tieffer not schrey ich zu dir
  - Sixt Dietrich: Aus tieffer not schrey ich zu dir
  - Thomas Stoltzer: Herr wie lang wiltu mein so gar vergessen
  - Stephan Mahu: Herr Gott, erhör mein Stimm und Klag: Noten und Audiodateien im International Music Score Library Project
  - Sixt Dietrich: Ach höchster Got aus aller not
  - Sixt Dietrich: O barmhertziger Gott zu dir wir ruffen inn der not
  - Georg Forster: Tröst mich o Herr inn meiner not
  - Sixt Dietrich: Mein zuversicht hab ich gericht
  - Anonymous: Jesaia dem Propheten das geschach
  - Balthasar Resinarius: Jesaia dem Propheten das geschah: Noten und Audiodateien im International Music Score Library Project
  - Sixt Dietrich: Heilig ist Gott der Vater
  - Arnold von Bruck: Da pacem, Domine in diebus nostris: Noten und Audiodateien im International Music Score Library Project
  - Balthasar Resinarius: Erhalt uns, Herr, bei deinem Wort: Noten und Audiodateien im International Music Score Library Project
  - Balthasar Resinarius: Erhalt uns Herr bey deinem wort
  - Balthasar Resinarius: Verley uns frieden gnediglich: Noten und Audiodateien im International Music Score Library Project
  - Benedictus Ducis: Nu freud euch lieben Christen gemein
  - Anonymous: Mitten wür im leben sind
  - Arnold von Bruck: Mitten wir im Leben sind: Noten und Audiodateien im International Music Score Library Project
  - Balthasar Resinarius: Mitten wir im Leben sind: Noten und Audiodateien im International Music Score Library Project
  - Thomas Stoltzer: In Gottes namen faren wir
  - Benedictus Ducis: Erbarm dich mein o Herre Gott
  - Ludwig Senfl: O Herre Gott begnade mich
  - Lupus Hellinck: Durch Adams Fall ist ganz verderbt, W145: Noten und Audiodateien im International Music Score Library Project
  - Arnold von Bruck: Es ist das Heil uns komen her: Noten und Audiodateien im International Music Score Library Project
  - Sixt Dietrich: Es ist das heil uns komen her
  - Nicolas Payen: Inn Gott glaub ich, das er hat
  - Benedictus Ducis: Ich gleub und darumb rede ich
  - Thomas Stoltzer: O Gott Vater du hast Gewalt
  - Anonymous: O Gott Vater du hast gewalt (Sünder)
  - Lupus Hellinck: Fröhlich wollen wir Halleluia singen, W158: Noten und Audiodateien im International Music Score Library Project
  - Balthasar Resinarius: Fröhlich wollen wir Halleluia singen: Noten und Audiodateien im International Music Score Library Project
  - Arnold von Bruck: Herr wer wird wonen in deiner hütt
  - Ludwig Senfl: Vergebens ist all Müh und Kost
  - Lupus Hellinck: An wasser flüssen Babilon, W162: Noten und Audiodateien im International Music Score Library Project
  - Benedictus Ducis: An wasser flüssen Babilon
  - Anonymous: Capitan Herr Gott vater mein
  - Lupus Hellinck: Capitan Herre Gott Vater mein, W168: Noten und Audiodateien im International Music Score Library Project
  - Arnold von Bruck: Kompt her zu mir, spricht Gottes Son: Noten und Audiodateien im International Music Score Library Project
  - Ludwig Senfl: O Herr ich klag, das ich mein tag
  - Ludwig Senfl: O almechtiger Gott, dich lobt
  - Arnold von Bruck: O allmächtiger Gott, dich lobt die Christen Rott: Noten und Audiodateien im International Music Score Library Project
  - Ulrich Brätel: Der höchste Schatz Gott selber ist: Noten und Audiodateien im International Music Score Library Project
  - Sixt Dietrich: Man acht gering, ewige ding
  - Ludwig Senfl: Der ehlich stand, ist billich gnannt
  - Ludwig Senfl: Mein freundlichs B., weil zu der Ehe
  - Ludwig Senfl: Ewiger Gott, aus des gebot
  - Ludwig Senfl: Da Jacob das kleid ansahe
  - Johann Stahel: Nu laßt uns den Leib begraben
  - Balthasar Resinarius: Herr Gott dich loben wir (Te Deum laudamus): Noten und Audiodateien im International Music Score Library Project
  - Benedictus Ducis: O Gott, wir loben dich: Noten und Audiodateien im International Music Score Library Project
- Cipriano de Rore – Motectorum liber primus zu fünf Stimmen, Venedig
- Johann Walter – Motette Beati immaculati in via: Noten und Audiodateien im International Music Score Library Project
- Michael Weiße – Gottes Sohn ist kommen

### Weltlich
- Anonymus
  - Pavane: Noten und Audiodateien im International Music Score Library Project
  - Verdure le bois: Noten und Audiodateien im International Music Score Library Project
- Benedictus Appenzeller
  - Chanson Arousez vo vi vo violette zu fünf Stimmen (Antwerpen)
  - Chanson Je ne me puis tenir d’aymer zu fünf Stimmen (Antwerpen): Noten und Audiodateien im International Music Score Library Project
  - Chanson Ung deux trois hurons de villaige zu vier Stimmen (Antwerpen)
- Jakob Arcadelt – Il Quinto Libro di Madrigali fru zu vier Stimmen, Venedig
- Pierre Attaingnant (Hrsg.) – 30 Chansons nouvelles, Livre 15: Noten und Audiodateien im International Music Score Library Project
- Cornelius Canis – Chanson En desirant: Noten und Audiodateien im International Music Score Library Project
- Francesco Corteccia – Libro Primo de Madrigali a Quattro Voce. Venedig, erschienen bei Girolamo Scotto
- Nicolas Gombert
  - Chanson A traveil suis zu sechs Stimmen
  - Chanson Ayme qui vouldra zu fünf Stimmen
  - Chanson C’est à grand tort zu vier Stimmen
  - Chanson J’ay eu congé zu vier Stimmen
  - Chanson Je ne scay pas zu fünf Stimmen
  - Chanson Joyeulx vergier zu vier Stimmen
  - Chanson Beati immaculati in Le bergier et la bergiere zu fünf Stimmen: Noten und Audiodateien im International Music Score Library Project
  - Chanson Nesse pas chose dure zu fünf Stimmen
  - Chanson Or suis-je prins zu vier Stimmen
  - Chanson Pleust a Dieu zu sechs Stimmen
  - Chanson Puis qu’ainsi est (I) zu vier Stimmen
  - Chanson Puis qu’ainsi est (II) zu vier Stimmen
  - Chanson Quant je suis au prez de mamye zu fünf Stimmen
  - Chanson Secourez moy madame zu vier Stimmen
  - Chanson Se dire je losoye zu fünf Stimmen (auch Thomas Crécquillon zugeschrieben)
  - Chanson Si le partir m’est dueil zu vier Stimmen
  - Chanson Si le secours zu vier Stimmen
  - Chanson Souffrir me convient zu fünf Stimmen
  - Chanson Tous les regretz zu sechs Stimmen: Noten und Audiodateien im International Music Score Library Project
  - Chanson Triste départ m’avoit zu fünf Stimmen: Noten und Audiodateien im International Music Score Library Project (auch Ph. van Wilder zugeschrieben)
- Clément Janequin
  - Chanson En fut il onc une plus excellente: Noten und Audiodateien im International Music Score Library Project
  - Chanson Las on peult juger clerement: Noten und Audiodateien im International Music Score Library Project
  - Chanson O mal d’aymer qui tous maulx outrepasse: Noten und Audiodateien im International Music Score Library Project
  - Chanson Qui veult d’amour scavoir tous les esbatz: Noten und Audiodateien im International Music Score Library Project
  - Chanson Une déesse en ce temps cy: Noten und Audiodateien im International Music Score Library Project
- Jean Lecocq
  - Chanson En espoir vis zu vier Stimmen (Lecocq)
  - Chanson Hélas amours du vient zu vier Stimmen (Lecocq)
  - Chanson Je ne desire zu vier Stimmen (Gallus)
  - Chanson Las me fault il tant zu vier Stimmen (Lecocq)
  - Chanson Nostre vicaire ung jour zu vier Stimmen (Lecocq)
  - Chanson Par faulte d’argent zu fünf Stimmen (Gallus)
  - Chanson Pour une seulle zu vier Stimmen (Gallus)
  - Chanson Puis que fortune zu vier Stimmen (Lecocq)
  - Chanson Si alcunement désirez zu vier Stimmen (Lecocq)
  - Chanson Si tu voulois accorder zu vier Stimmen (Lecocq)
  - Chanson Si variable oncques zu vier Stimmen: Noten und Audiodateien im International Music Score Library Project
- Johannes Ott (Hrsg.) – 115 Guter newer Liedlein: Noten und Audiodateien im International Music Score Library Project
  1. Heinrich Isaac: Ach wz wil doch mein hertz damit
  2. Heinrich Isaac: O werdes glück mein auffenthalt
  3. Heinrich Isaac: Mein freud allein, in aller welt
  4. Ludwig Senfl: Ach Jupiter hätt'st du Gewalt: Noten und Audiodateien im International Music Score Library Project
  5. Ludwig Senfl: Kein Höhers lebt, noch schwebt: Noten und Audiodateien im International Music Score Library Project
  6. Ludwig Senfl: Es jagt ein Jäger g'schwinde dort: Noten und Audiodateien im International Music Score Library Project
  7. Ludwig Senfl: Ich will und muss ein bulen haben
  8. Oswald Reuter: Es ligt ein hauss im Oberlandt
  9. Ludwig Senfl: Der Ehlich stand ist billich gnant
  10. Thomas Stoltzer: Heymlich bin ich in trewen dein
  11. Ludwig Senfl: Dich meyden zwingt, durchdringt: Noten und Audiodateien im International Music Score Library Project
  12. Müller, Johann: Von guten freunden sagt man vil
  13. Mathias Eckel: O lieber Hans, versorg dein gans
  14. Heinrich Isaac: Wann ich des morgens frü affsteh
  15. Ludwig Senfl: Es taget vor dem walde/O Elslein, liebstes Elselein mein: Noten und Audiodateien im International Music Score Library Project
  16. Ludwig Senfl: Ich armer Man, was hab ich/So man lang macht
  17. Ludwig Senfl: Wann ich lang such der gselschafft vil
  18. Ludwig Senfl: Man sing man sag, hab freud alle tag: Noten und Audiodateien im International Music Score Library Project
  19. Ludwig Senfl: Ungnad beger ich nit von ir
  20. Ludwig Senfl: Wann ich nit wer des fürwitz gwant
  21. Ludwig Senfl: Oho so geb der Mann ein pfenning: Noten und Audiodateien im International Music Score Library Project
  22. Ludwig Senfl: Ich het mir ein endlein fürgenommen
  23. Ludwig Senfl: Ein Abt den wöll wir weyhen
  24. Ludwig Senfl: Sie Baurnknecht lass mir die rosen stan
  25. Ludwig Senfl: Mit lust thet ich aussreytten: Noten und Audiodateien im International Music Score Library Project
  26. Oswald Reuter: Ich dienet eim Herren drey gantze Jar
  27. Ludwig Senfl: O Herr ich rüff dein namen an: Noten und Audiodateien im International Music Score Library Project
  28. Ludwig Senfl: Wie das glück will, bin ich im spil: Noten und Audiodateien im International Music Score Library Project
  29. Ludwig Senfl: Jetzt merk ich wol, dasz ich mich soll zum Glück: Noten und Audiodateien im International Music Score Library Project
  30. Müller, Johann: Guckguck hat sich zu tod gefallen
  31. Ludwig Senfl: Ich kenn des klaffers eigenschafft
  32. Mathias Eckel: Mein Esel ist ein lange frist
  33. Heinrich Isaac: Mich wundert hart, wie ich der fart
  34. Ludwig Senfl: Was schad nun das, ob ich fürbass
  35. Thomas Stoltzer: Ich wünsch allen frawen ehr
  36. Ludwig Senfl: Ein junckfraw mir gefallen thet
  37. Ludwig Senfl: Lieb yeb dein heil, eyl weil kein teil
  38. Ludwig Senfl: Schön und zart von edler Art
  39. Heinrich Isaac: Mein Müterlein das fraget aber mich
  40. Ludwig Senfl: Dort oben auff dem berge, dolpel
  41. Anonymus: Was unfals qual in nöten thut
  42. Ludwig Senfl: Tag zeyt noch stund sag ich
  43. Ludwig Senfl: Wie ist dein trost hertz eynigs ein
  44. Heinrich Isaac: Grainer zancker schnöpffitzer
  45. Heinrich Isaac: Es het ein Bawer ein Töchterlein
  46. Ludwig Senfl: Freundtlicher helt, ich hab erwelt
  47. Ludwig Senfl: Ich armes meydlein klag mich seer
  48. Ludwig Senfl: Gar offt sich schickt, das eim gelückt
  49. Ludwig Senfl: Jetz bringt S. Martin gsellschafft vil
  50. Ludwig Senfl: Hans Beutler der wolt reyten auss
  51. Ludwig Senfl: Hat uns der Teuffel gen Teiningen bracht
  52. Ludwig Senfl: Theur hoch erleucht sein nam vergleicht
  53. Oswald Reuter: Vil Embter und gar wenig blech
  54. Ludwig Senfl: Entlaubet ist der Walde
  55. Ludwig Senfl: Entlaubet ist der Walde
  56. Stephan Mahu: Vater unser der du bist im hymelreich: Noten und Audiodateien im International Music Score Library Project
  57. Ludwig Senfl: Ich schwing mein Horn ins Jammertal
  58. Ludwig Senfl: Ich weyss ein hübsche müllerin: Noten und Audiodateien im International Music Score Library Project
  59. Ludwig Senfl: Ich armes Keutzlein kleine: Noten und Audiodateien im International Music Score Library Project
  60. Wilhelm Breitengraser: Freundtliches K., verferst mit ja: Noten und Audiodateien im International Music Score Library Project
  61. Arnold von Bruck: Herre das sein deine gebot
  62. Stephan Mahu: Wir glauben all an einen Gott
  63. Ludwig Senfl: Ein alt böss weib, runtzlet am leyb
  64. Ludwig Senfl: Klein ist mein trost auff diser erd: Noten und Audiodateien im International Music Score Library Project
  65. Thomas Stoltzer: König ein Herr ob alle Reich
  66. Ludwig Senfl: Wiewol vil herter Orden sind
  67. Lupus Hellinck: Capitan Herr Gott vater mein
  68. Ludwig Senfl: Vor leid und schmertz, mein hertzigs hertz: Noten und Audiodateien im International Music Score Library Project
  69. Johannes Heugel: Ach Gott straff mich nit im zorn dein
  70. Sixt Dietrich: Je böser mensch ye besser glück
  71. Wilhelm Breitengraser: Sich hat mein hertz zu dir genaigt: Noten und Audiodateien im International Music Score Library Project
  72. Heinrich Isaac: Freundtlich und mild zart reynes bild
  73. Heinrich Isaac: Ich stund an einem morgen, heimlich an einen ort
  74. Ludwig Senfl: Jetz scheyden bringt mir schwer: Noten und Audiodateien im International Music Score Library Project
  75. Ludwig Senfl: Rosina wo was dein Gestalt: Noten und Audiodateien im International Music Score Library Project
  76. Ludwig Senfl: Elen bringt peyn, dem hertzen mein
  77. Ludwig Senfl: Ich scheyd dahin, noch bleybt mein sin: Noten und Audiodateien im International Music Score Library Project
  78. Jean Richafort: Sur tous regrets le mue [sic] plus piteusse pleure
  79. Lupus Hellinck: Vostre beaulté plaisant & lye
  80. Nicolas Gombert: C'est a grant tort que moy povreté j endure
  81. Thomas Crecquillon: Resveilles Vous tous amoreulx
  82. Thomas Crecquillon: Guerises moy du mal que mon cuer porte
  83. Thomas Crecquillon: Jamais en che monde n arays
  84. Anonymus: Quand io veggio tal hora
  85. Philippe Verdelot: Donna leggiadra bella
  86. Philippe Verdelot: Divini ochi sereni
  87. Hubert Naich: Rara belta divina leggiadria
  88. Philippe Verdelot: I vostri acuti dardi
  89. Andreas De Silva: Che sentisti i Madonna pensier
  90. Antoine Bruhier: Ave color boni vini: Noten und Audiodateien im International Music Score Library Project
  91. Ludwig Senfl: Es ist nit alles Golde
  92. Stephan Mahu: Es wolt ein alt man auff die bul gan: Noten und Audiodateien im International Music Score Library Project
  93. Ludwig Senfl: Ich hab mich redlich ghalten
  94. Ludwig Senfl: Mir ist ein rot gold fingerlein
  95. Stephan Mahu: Lobt Got ir Christen allen: Noten und Audiodateien im International Music Score Library Project
  96. Ludwig Senfl: Auss gutem grund, von mund
  97. Ludwig Senfl: Es taget vor dem Walde
  98. Stephan Mahu: O Herre Got begnade mich: Noten und Audiodateien im International Music Score Library Project
  99. Ludwig Senfl: Wiewol vil herter Orden seind
  100. Müller, Johann: Weyl ich gross gunst
  101. Mathias Eckel: Ach Junckfraw ir seit wolgemut
  102. Ludwig Senfl: O du armer Judas
  103. Lupus Hellinck: Laudate pueri Dominum: Noten und Audiodateien im International Music Score Library Project
  104. Johannes Wannenmacher: An Wasserflüssen Babylon a 7: Noten und Audiodateien im International Music Score Library Project
  105. Ludwig Senfl: Ich will mich glücks betragen wol: Noten und Audiodateien im International Music Score Library Project
  106. Ludwig Senfl: Mit lust trit ich an disen tantz: Noten und Audiodateien im International Music Score Library Project
  107. Ludwig Senfl: Ich klag den tag unn alle stund
  108. Ludwig Senfl: Kein Adler in der Welt so schön: Noten und Audiodateien im International Music Score Library Project
  109. Ludwig Senfl: So man lang macht, betracht und acht: Noten und Audiodateien im International Music Score Library Project
  110. Mathias Eckel: Ich armer Man, was hab ich than/O du armer
  111. Ludwig Senfl: Christ ist erstanden
  112. Ludwig Senfl: Also heylig ist diser tag
  113. Ludwig Senfl: Rosina wo was dein Gestalt
  114. Ludwig Senfl: Wiewol vil herter Orden seind
  115. Cristóbal de Morales: Beati omnes qui timent Dominum
- Nicolas Payen – Avecque vous zu vier Stimmen
- Cipriano de Rore
  - Madrigali a 5 voci, Libro 1, Venedig: Noten und Audiodateien im International Music Score Library Project, darin:
    - Madrigal A la dolce ombra de le belle frondi: Noten und Audiodateien im International Music Score Library Project
    - Madrigal Cantai mentre ch’i’ arsi del mio foco: Noten und Audiodateien im International Music Score Library Project
    - Madrigal Mia benigna fortuna: Noten und Audiodateien im International Music Score Library Project

  - Madrigali a 5 voci, Libro 2, Venedig: Noten und Audiodateien im International Music Score Library Project, darin:
    - Madrigal Cantiamo lieti il fortunato giorno: Noten und Audiodateien im International Music Score Library Project
    - Madrigal Padre del ciel: Noten und Audiodateien im International Music Score Library Project
    - Madrigal S'infinita bellezza: Noten und Audiodateien im International Music Score Library Project
    - Madrigal Sfrondate o sacre dive: Noten und Audiodateien im International Music Score Library Project
- Wolfgang Schmeltzl – Guter, seltzamer, und künstreicher teutscher Gesang: Noten und Audiodateien im International Music Score Library Project
  - Philippe Verdelot: Igels Art
  - Mathias Werrecore: Die Schlacht vor Pavia: Noten und Audiodateien im International Music Score Library Project
  - Von Dauben
  - Johannes Puxstaller: Quodlibet Von Nasen
  - Mathias Greiter: Von Löffeln
  - Veit Schnellinger: Quodlibet Der Pfarrer von Nesselbach
  - Quodlibet Fürt yede stymm jrn eigen text
  - Quodlibet Der Tanhauser
  - Quodlibet Ein Guckguck
  - Mathias Greiter: Quodlibet Fürt yede stymm jrn eigen text
  - Quodlibet Fürt yede stymm jrn eigen text
  - Quodlibet Schlemmer und Prasser
  - Der Nemo
  - Quodlibet Da truncken sie
  - Mathias Greiter: Von Eyren
  - Die Narren
  - Seck, Meuss und Katzen
  - Das Wein Gesang
  - Quodlibet Wach auff
  - Quodlibet Zum Biere
  - Von Secken
  - Ludwig Senfl: Vassziehen in Osterreich
  - Leonhard Paminger: Das erst Fewrbewaren
  - Veit Schnellinger: Das ander Fewrbewaren
  - Ludwig Senfl: Das Gläut zu Speyer: Noten und Audiodateien im International Music Score Library Project
  - Nikolaus Puls: La rauschen
- Tielman Susato (Hrsg.)
  - Le premier livre des chansons a troix parties: Noten und Audiodateien im International Music Score Library Project
  - Le second livre des Chansons, darin:
    - Pierre de Manchicourt
      - Elle a mon cueur: Noten und Audiodateien im International Music Score Library Project
      - Reposons nous: Noten und Audiodateien im International Music Score Library Project

    - Pierre Sandrin – Ce qui souloit: Noten und Audiodateien im International Music Score Library Project

  - Le tiers livre des chansons, darin:
    - Thomas Crecquillon
      - Chanson Au monde nest plus: Noten und Audiodateien im International Music Score Library Project
      - Chanson Dedans Tournay, ville jolie: Noten und Audiodateien im International Music Score Library Project

  - Le quatrième livre des chansons, darin:
    - Robert Godard – Chanson Ce moys de may: Noten und Audiodateien im International Music Score Library Project

  - Le Cinquième Livre des Chansons, darin:
    - Cornelius Canis – Ta bonne grace: Noten und Audiodateien im International Music Score Library Project
- Matthias Hermann Werrecore – Die Schlacht vor Pavia, Nürnberg; italienisch: La bataglia taliana [...] con alcune villotte zu vier Stimmen, Venedig 1549

## Musiktheoretische Schriften
- Matthias Greitter – Elementale musicum

## Geboren

### Geburtsdatum gesichert
- 25. November: Hans Christensen Sthen, dänischer lutherischer Pfarrer, Erbauungsschriftsteller und Kirchenlieddichter († 1610)

### Genaues Geburtsdatum unbekannt
- Sebastian Artomedes, evangelischer Theologe und Kirchenliederdichter († 1602)

### Geboren um 1544
- Giovanni Battista Pinello di Ghirardi, italienischer Komponist und Kapellmeister († 1587)
- Maddelena Casulana Mezari, italienische Sängerin, Lautenistin und Komponistin († unbekannt)
- Ivo de Vento, franko-flämischer Komponist, Organist und Kapellmeister († 1575)

## Gestorben

### Todesdatum gesichert
- 12. April: Balthasar Resinarius, deutscher Komponist, protestantischer Geistlicher und lutherischer Bischof (* um 1483)

### Genaues Todesdatum unbekannt
- Benedictus Ducis, deutscher Komponist (* um 1492)
- Martin Hilliger, deutscher Geschütz- und Glockengießer (* 1484)